# Saskia Santer
Saskia Santer (* 5. Dezember 1977 in Innichen) ist eine ehemalige italienische Biathletin.
Saskia Santer ist die Schwester der Biathletin Nathalie Santer und der Skilangläuferin Stephanie Santer. Im Weltcup debütierte sie im Jahr 2000 bei einem Einzel in Hochfilzen (70. Platz). Ihre beste Platzierung in einem Einzelrennen war der 12. Platz beim Weltcupsprint von Chanty-Mansijsk. Ihre größeren Erfolge feierte Santer mit der italienischen Staffel. Mit ihr erreichte sie 2003 als Viertplatzierte in Kontiolahti an der Seite von Michela Ponza, Maryke Ciaramidaro und ihrer Schwester ihr bestes Weltcupergebnis.
Santer nahm an zwei Olympischen Spielen teil (2002 in Salt Lake City und 2006 in Turin), ohne jedoch bedeutende Ergebnisse zu erreichen. Zwischen 2001 und 2006 startete sie bei den Weltmeisterschaften. 2003 in Chanty-Mansijsk belegte sie den 14. Platz im Einzel, 2001 in Pokljuka den 8. Platz mit der Staffel.
Nach der Saison 2005/2006 beendete sie ihre aktive Laufbahn und begann in Amsterdam eine Ausbildung zur Physiotherapeutin. Bei der Heim-WM in Antholz sprang sie für das Heimatland ihrer Mutter in die Bresche und bestritt ohne vorheriges Training für Belgien gemeinsam mit ihrer Schwester Nathalie und zwei Belgiern das WM-Rennen der Mixed-Staffel.
Nach langjähriger Erfahrung als Physiotherapeutin der Schwedischen Biathlon-Nationalmannschaft eröffnete sie in Oberau ihre eigene Sportphysiotherapie-Praxis.

## Biathlon-Weltcup-Platzierungen
Die Tabelle zeigt alle Platzierungen (je nach Austragungsjahr einschließlich Olympische Spiele und Weltmeisterschaften).
- 1.–3. Platz: Anzahl der Podiumsplatzierungen
- Top 10: Anzahl der Platzierungen unter den ersten zehn (einschließlich Podium)
- Punkteränge: Anzahl der Platzierungen innerhalb der Punkteränge (einschließlich Podium und Top 10)
- Starts: Anzahl gelaufener Rennen in der jeweiligen Disziplin
- Staffel: inklusive Mixed- und Single-Mixed-Staffeln

| Platzierung | Einzel | Sprint | Verfolgung | Massenstart | Staffel | Gesamt |
| ----------- | ------ | ------ | ---------- | ----------- | ------- | ------ |
| 1. Platz    |        |        |            |             |         |        |
| 2. Platz    |        |        |            |             |         |        |
| 3. Platz    |        |        |            |             |         |        |
| Top 10      |        |        |            |             | 16      | 16     |
| Punkteränge | 1      | 11     | 3          | 1           | 29      | 45     |
| Starts      | 21     | 51     | 33         | 1           | 29      | 135    |